# Central Fidelity Banks International 1983
Central Fidelity Banks International 1983 — жіночий тенісний турнір, що проходив на закритих кортах з килимовим покриттям Robins Center у Ричмонді (США). Належав до турнірів 3-ї категорії в рамках Світової чемпіонської серії Вірджинії Слімс 1983. Турнір відбувся вп'яте і тривав з 19 вересня до 25 вересня 1983 року. П'ята сіяна Розалін Феербенк здобула титул в одиночному розряді й отримала за це 30 тис. доларів США.

## Фінальна частина

### Одиночний розряд
Розалін Феербенк —  Кеті Джордан 6–4, 5–7, 6–4
- Для Феербенк це був 1-й титул в одиночному розряді за кар'єру.

### Парний розряд
Розалін Феербенк /  Кенді Рейнолдс —  Кеті Джордан /  Барбара Поттер 6–7(3–7), 6–2, 6–1
- Для Феербенк це був 4-й титул за сезон і 7-й — за кар'єру. Для Рейнолдс це був 6-й титул за сезон і 15-й — за кар'єру.

## Призові гроші
Загальний призовий фонд  турніру становив 150 тис. доларів. Призові гроші в парному розряді вказано на пару.
| Дисципліна       | П       | Ф       | ПФ     | ЧФ     | 1/8    | 1/16   |
| Одиночний розряд | $30,000 | $15,000 | $7,350 | $3,600 | $1,900 | $1,100 |
| Парний розряд    | $11,000 | $5,500  | $3,000 | $1,600 | $750   | Н/Д    |